# Макайленни, Эдмунд
Эдму́нд Мака́йле́нни (англ. Edmund McIlhenny, МФА: [ɛdmənd ˈmækəlhɛni]; 1815 — 25 ноября 1890) — американский предприниматель. Основатель компании McIlhenny Company (производитель соуса Табаско).